# Komórka mioepitelialna
Komórka mioepitelialna, inaczej komórka koszyczkowa, komórka nabłonkowo-mięśniowa – komórka tworząca długie wypustki cytoplazmatyczne zawierające kurczliwe włókienka białkowe. W ektodermie włókienka ułożone są wzdłuż osi ciała, a w endodermie – okrężnie. Pochodzenie ektodermalne. U człowieka występują w odcinkach wydzielniczych gruczołów.
Są to komórki o kształcie wrzecionowatym lub gwiaździstym, otaczające na kształt koszyczka odcinek wydzielniczy, doprowadzające do jego opróżnienia.
Komórki mioepitelialne mogą być uważane za pierwotne, ponieważ występują np. w ektodermie jamochłonów. Specjalne komórki kurczliwe tworzą wyspecjalizowane tkanki – mięśnie, które poruszają całe narządy i organizmy. Zdolność tę zawdzięczają obecności dwóch homologicznych, konserwatywnych białek o budowie fibrylarnej – aktyny i miozyny.
Występują m.in. w gruczołach potowych człowieka, gdzie ich kurczliwość służy usprawnieniu wytwarzania wydzieliny. Ponadto stanowią część gruczołu sutkowego, stanowiąc zewnętrzną warstwę komórek wyściełających pęcherzyki i przewody mlekowe.